# Psylliodes vindobonensis
Psylliodes vindobonensis es una especie de insecto coleóptero de la familia Chrysomelidae.
Fue descrita científicamente en 1914 por Heikertinger.